# Congrès eucharistique de Québec
Le congrès eucharistique international de Québec, a eu lieu  du 15 au 22 juin 2008 à Québec. Il a été un grand rassemblement religieux catholique canadien dont le motif était de promouvoir la dévotion eucharistique parmi les clercs et laïcs.

## Origines du congrès
La décision de tenir le congrès aurait été prise en 2004 lorsque le cardinal Édouard Gagnon suggéra à Jean-Paul II de célébrer le congrès eucharistique international à Québec en l'honneur du 400e anniversaire de la fondation de la vieille capitale du Canada.  
Le thème du congrès est Don de Dieu pour la vie du monde. Ce thème est en rapport avec la devise de Samuel de Champlain, fondateur de la ville, qui est Don de Dieu feray valoir.

## Préparation spirituelle
Le congrès de Québec est organisé à la suite du congrès de Guadalajara tenu en 2004. Le cardinal Marc Ouellet a voulu qu'il devienne un moment de rassemblement pour les chrétiens du continent américain. Près de 15 000 personnes de plusieurs pays et 50 cardinaux seraient attendus.    
Il y a eu beaucoup de spéculations concernant la possible venue du pape, mais celui-ci a annoncé qu'il ne viendrait pas à la suite d'un incident à l'Université La Sapienza.  
Les organisateurs du congrès ont fait circulé une Arche de la Nouvelle Alliance à travers les paroisses du Canada en préparation à l'événement. Ils ont voulu faire connaître les saints et bienheureux locaux associés à l'Eucharistie, dont François de Laval, Marie-Catherine de Saint-Augustin et Dina Bélanger. Une montée Jeunesse fut préparée à l'avance pour éveiller la foi eucharistique chez les jeunes.

## Sacramentum Caritatis
En 2007, la procession du Saint-Sacrement fut renouvelée lors de la Fête-Dieu après une absence de 40 ans. Les hymnes eucharistiques Tantum Ergo, Lauda Sion, Adoro Te devote, Panis Angelicus et O Salutaris Hostia ont été revalorisés pour mettre l'accent sur la centralité du mystère eucharistique dans la foi catholique.        
À la suite de la publication de l'exhortation apostolique post-synodale Sacramentum Caritatis, les évêques catholiques du Canada ont demandé aux célébrants de développer l'« ars celebrandi », c'est-à-dire l'art de célébrer l'Eucharistie.  
Le congrès de 2008 doit aussi être l'occasion de constater comment l'adoration eucharistique se développe au Canada et ailleurs dans le monde. Il permet de développer sur des thèmes moins connus qui sont liés à la communion eucharistique, comme lorsque le sacrement est défini comme sacrifice non sanglant de la messe, action trinitaire, liturgie céleste, Jésus-Hostie, manne éternelle, synaxe sacrée et feu divin.

## Déroulement du congrès
Le congrès s'est ouvert le 15 juin 2008 avec un spectacle musical de Gen Verde (it) et une messe dans l'après-midi. Des laudes ont été chantées le matin suivant, l'évêque de Washington Donald Wuerl et le conférencier Jean Vanier étant invités à prononcer des discours.
Le 17 juin 2008, le cardinal de Lyon et primat des Gaules Philippe Barbarin  a parlé aux personnes venues célébrer. Plusieurs chants et ateliers ont accompagné le congrès pour approfondir sur le sacrement. Les autres conférenciers  ont été Jorge Mario Bergoglio, Luis Antonio Tagle, José Prado Flores, Christian Tumi, Elisabeth Nguyen Wong, Nicolas Buttet et Marguerite Barankitse. 
Des repas, des réconciliations, des soirées de prières ont eu lieu jusqu'au 19 juin, lorsqu'une procession a été organisée dans les rues de Québec. Le cardinal Ivan Dias a été l'invité d'honneur le 20 juin. Le légat pontifical, le cardinal Jozef Tomko, doit venir dans la soirée. Le congrès s'est conclu le 22 juin avec une célébration  statio orbis sur les plaine d'Abraham et une animation musicale. 
Le congrès eucharistique de Québec s'est tenu 98 ans après le grand congrès eucharistique de Montréal de 1910.